# Albert Andreae de Neufville

Albert Andreae de Neufville und seine Frau Therese

Albert Andreae (* 11. September 1854 in Frankfurt am Main; † 30. Dezember 1940 ebenda) war ein deutscher Bankier aus Frankfurt und Erbauer der stadtbildprägenden Villa Andreae in Königstein im Taunus.

## Leben und Familie
Albert Andreae stammt aus der Kaufmanns- und Bankiersfamilie Andreae. Sein Großvater Ferdinand Andreae-Hebestreit (* 8. September 1787 in Frankfurt am Main; † 6. Juni 1857 ebenda) war Kaufmann und Mitglied der Ständigen Bürgerrepräsentation der freien Reichsstadt Frankfurt. Sein Vater war Philipp Hermann Andreae-Goll (* 17. November 1817 in Frankfurt; † 4. Juli 1891 ebenda), ebenfalls Kaufmann in Frankfurt. Die Mutter, Pauline geborene Goll, war die Tochter des Bankiers Heinrich Goll-Platzmann, dem Inhaber des Bankhauses Joh. Goll & Söhne (1602 gegründet, 1915 liquidiert). Über die Familie Platzmann bestand eine Verwandtschaft zur Familie Thomas und Heinrich Manns. Der Bankier Fritz Andreae war ein Cousin 2. Grades und der Schwager Walther Rathenaus.
Albert Andreae wurde Teilhaber von Joh. Goll & Söhne, einem der ältesten Bankhäuser der Stadt Frankfurt. 1660 von Johann Goll gegründet, bestand das Bankhaus seit 1721 unter diesem Namen. Als erste Frankfurter Bank führte Goll 1768 „Partialobligationen“ ein. Dabei wurden Staatsanleihen in überschaubare Beträge aufgeteilt und für einen größeren Anlegerkreis zugänglich gemacht. Diese Finanzinnovation ließ den Finanzplatz Frankfurt aufblühen. 1915 verlor die Firma ihre Unabhängigkeit mit der Übernahme durch die Mitteldeutsche Creditbank (eines der Vorläuferinstitute der Commerzbank).
Die Frankfurter Bankiersfamilien waren vielfach untereinander verschwägert. Auch Albert Andreae setzte diese Tradition fort. Seine Ehefrau Teresa (* 5. Februar 1854 in Frankfurt) war eine geborene de Neufville. Sie war die Tochter des Geheimen Kommerzienrates Gustav Adolf de Neufville (1820–1886), ebenfalls ein Frankfurter Privatbankier. Dessen Bankhaus D. & J. de Neufville war um 1650 aus dem bereits 1578 in Frankfurt gegründeten Handelshaus der Familie de Neufville hervorgegangen. Wie es in der Familie Andreae üblich war, setzte Albert Andreae den Namen seiner Frau dem eigenen hintenan und nannte sich Albert Andreae de Neufville.
Die Familie wohnte in Frankfurt im ehemaligen Gollschen Haus Untermainkai 11, Ecke Neue Mainzerstraße 1–3, Ecke Hofstraße. Albert Andreae ließ sich dieses Haus von seinem Schwiegervater Gustav Adolf de Neufville-Büttner sehr aufwendig umbauen. Albert Andreae de Neufville hatte einen Sohn namens Alfred (* 1881), der im Ersten Weltkrieg im Oktober 1914 fiel und seine Witwe Henriette de Neufville-Flersheim und zwei Kinder hinterließ. Die Patenschaft für seinen gleichnamigen Patensohn Alfred Andreae übernahm seine Witwe. Von ihm stammen hochbetagt viele Angaben über die Familie.
Hier aus seinen Erinnerungen: „Zur Zeit von Albert Andreaes Eheschliessung mit Therese de Neufville im Jahr 1880 befanden sich die Familien beider Eheleute in schier märchenhaften Verhältnissen. Alberts Vater war in jungen Jahren in den USA, hatte die Chancen des dortigen Eisenbahnbaus erkannt und in diesen gewinnbringend investiert. Vermutlich hatte er größere Anteile am Bankaus Goll & Söhne als seine Schwager. Die Brüder von Therese de Neufville – Otto und Alfred – hatten zusammen mit Friedrich und Carl von Neufville das Bankhaus D. & J. de Neufville. Alfred hatte Anna Mumm von Schwarzenstein, Tochter des damaligen Frankfurter Bürgermeisters (Daniel Heinrich Mumm von Schwarzenstein) zur Frau und Otto – Evelyn Mylius – aus sehr begüterter Mailänder Familie. Letztere bewohnten einen sehr stattlichen Besitz am Schaumainkai und im Sommer eine Villa am Comer See von welcher sie ihre Gäste gern von livrierten Gondoliere über den See rudern ließen. (…) Bis ins hohe Alter hatte es Albert Andreae meisterhaft verstanden, sich mit kultiviertem Haushalt und Haushofmeister zu umgeben, (der) mit ihm reiste (…) nach Baden-Baden ins „Stefanie“ (heute: Brenner’s Park-Hotel & SpaHotel).“.
Therese Andreae de Neufville trauerte seit dem Tod des Sohnes und richtete im Park der Villa eine Felsennische mit einer Bronzebüste ihres Sohnes ein, vor der sie oft auf einer Bank sitzend verweilte. Alfred Andreae schrieb zur Situation in dieser Zeit: Als direkt nach dem ersten Weltkrieg französische Besatzung nach Königstein kam, konnte er sich damaliger Beschlagnahme (Anmerkung: der Villa Andreae) nur durch Überschreibung an seinen Schwiegersohn Georges Du Bois, Schweizer aus dem Kanton Neuchâtel erwehren. Die beiden namenstragenden Enkel mussten wegen ihrer teilweise jüdischen Abstammung ins Ausland.
Die Grabstätte von Albert Andreae auf dem Frankfurter Hauptfriedhof Gewann A Nr. 290/291 ist – wegen hoher Nacherwerbskosten – nicht mehr erhalten. Als sie aufgegeben wurde, wurden dorthin die Gebeine des nach Holland emigrierten Oberbürgermeisters Landmann und seiner Gattin umgebettet.
Ein Glasbild mit dem Porträt Johann Valentin Andreaes aus einem Fenster des Andreaeschen Hauses in Frankfurt wurde auf Veranlassung eines Familienmitgliedes ausgebaut und im Besitz in Neu-Isenburg eingebaut. 

## Besuch von Kaiserin Friedrich
Es ist überliefert, dass Kaiserin Friedrich einmal in der Villa Andreae zu Besuch war, nachdem an sie oft der Wunsch herangetragen worden war, doch einmal als Gast in der Villa zu verweilen.
Nur hatte sie sich für diesen Besuch zwar kurzfristig angekündigt – doch ihr Brief wurde beiseite gelegt und erst am Nachmittag gefunden, nachdem die Hausherrin vom Mittagsschlaf aufgestanden war. Sie konnte gerade noch Anweisungen geben, da wurde schon vom Pförtnerhaus telefoniert, dass die Kaiserin gerade den Berg hochfahre. Tee fand dann statt, man entschuldigte sich und erklärte, dass Personal den Brief hingelegt hatte ohne der Herrschaft Meldung zu machen.

## Villa Andreae

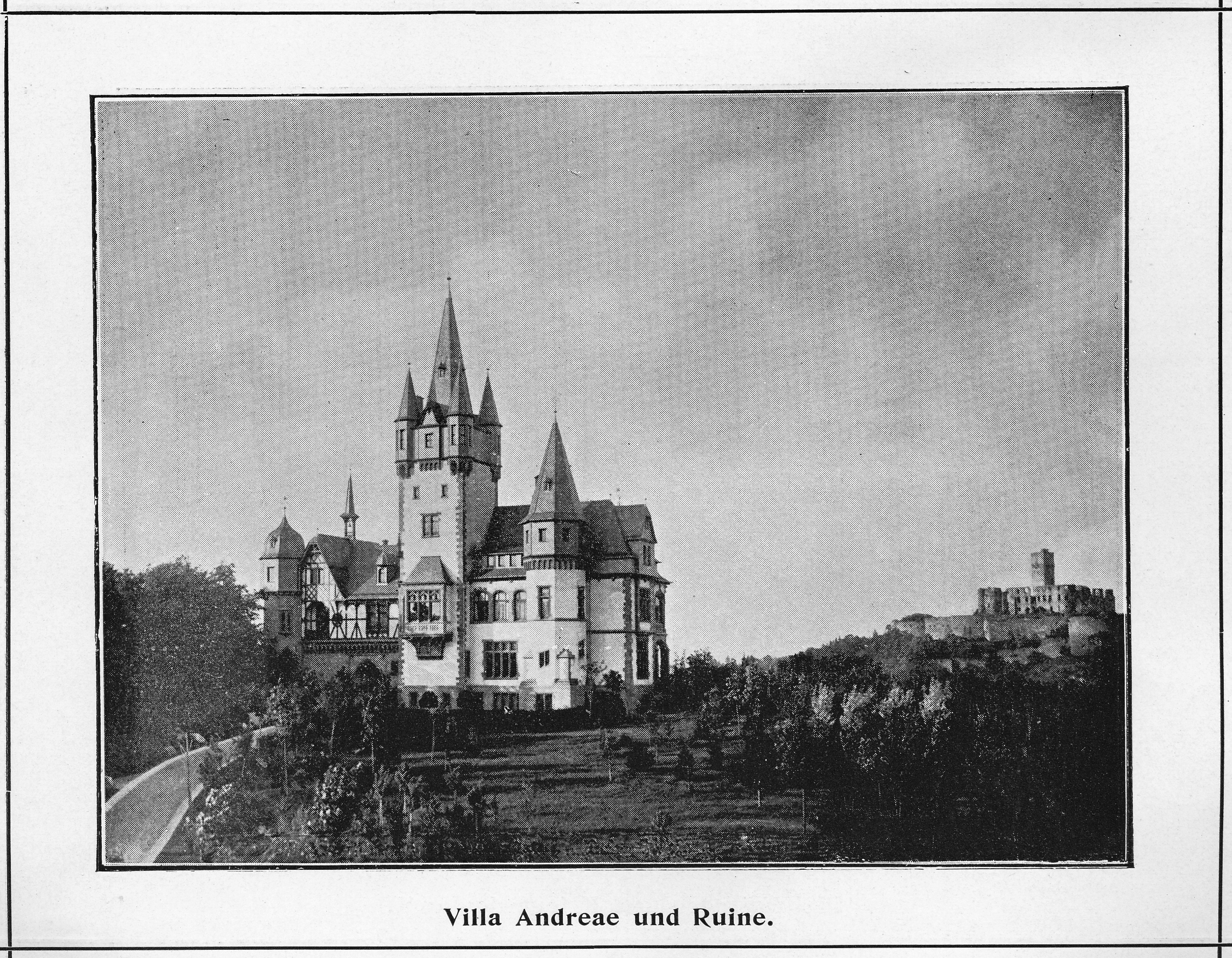
Villa Andreae mit der Burgruine im Hintergrund. Vor 1900 aufgenommen

Stockbuch Villa Andreae. Die Adresse ist mit Limburger-Straße 13 angegeben

In Königstein im Taunus wurde Grundbesitz Anfang der 1890er Jahre erworben. Im Jahre 1891 ließ Andreae de Neufville, der im Vorstand der niederländischen Gemeinde in Frankfurt aktiv war, die schlossartige „Villa Andreae“ als Sommersitz erbauen und mit Elementen von Frankfurter Wahrzeichen versehen. Architekt der Villa war Franz von Hoven, welcher auch 1900–1904 zusammen mit Ludwig Neher, den damaligen Rathaus-Neubaukomplex Paulsplatz/Braubachstrasse errichtete.

Der Turm der Villa Andreae ähnelt auffallend dem Rententurm in Frankfurt. Benachbart waren die Grundstücke der Eltern von L. Albert Hahn und des Sanatoriums von Oskar Kohnstamm.
Zu seinen Vorfahren zählt die Familienchronologie sowohl Johann Valentin Andreae, als auch Jakob Andreae, weswegen die Ornamentik am Villengebäude auf religiös intendierte Rosenkreuzer-Symbolik zurückgeführt werden kann. Zum Villenbau ist noch erwähnenswert, dass dieser in einer Buchveröffentlichung über den Frankfurter Zweig der Familie Andreae aus dem Jahre 1923 als „Herrliches Schloß“ bezeichnet wird. Tatsächlich existieren aus alter Zeit hunderte von Ansichtskarten, auf denen dieser Prunkbau abgebildet wurde. Auch der Blick von der Villa wird auf vielen Bildwerken als „Blick vom Gaisberg“ angegeben und entspricht der Ansicht des alten Merian-Stiches auf Burg Königstein.